# Prix Jacques-de-Vaulogé
Le prix Jacques-de-Vaulogé est une course hippique de trot attelé se déroulant fin août ou début septembre sur l'hippodrome de Vincennes (en novembre avant 2022).
C'est une course de Groupe II réservée aux poulains de 3 ans, hongres exclus, ayant gagné au moins 10 000 €.
Elle se court sur la distance de 2 700 mètres (grande piste), départ volté. L'allocation s'élève à 120 000 €, dont 54 000 € pour le vainqueur.
Créée en février 1931, la course honore la mémoire du vicomte Jacques de Vaulogé (1851-1928), président de la Société des courses de Bayeux, colonel de cavalerie, maire de Sully, propriétaire du château de Sully, commissaire de courses de la Société du demi-sang, commandant du dépôt de remontes de Caen.
Son équivalent pour les femelles est le prix Annick-Dreux (critérium des Pouliches) ayant lieu le même jour. Avant la création du prix Queila-Gédé (actuel prix Annick-Dreux) en 1992, la course était également ouverte aux femelles.

## Palmarès depuis 1968
| Année | Vainqueur          | Père               | Driver                    | Entraîneur               | Distance | Réd.km |
| ----- | ------------------ | ------------------ | ------------------------- | ------------------------ | -------- | ------ |
| 2024  | Loulou de Mye      | Clif du Pommereux  | Matthieu Abrivard         | Romain-Christian Larue   | 2 700 m  | 1'13"  |
| 2023  | Koctel du Dain     | Boccador de Simm   | David Thomain             | Philippe Allaire         | 2 700 m  | 1'13"5 |
| 2022  | Juninho Dry        | Carat Williams     | Paul-Philippe Ploquin     | Sébastien Guarato        | 2 700 m  | 1'14"4 |
| 2021  | Italiano Vero      | Ready Cash         | David Thomain             | Philippe Allaire         | 2 700 m  | 1'14"5 |
| 2020  | Hooker Berry       | Booster Winner     | Jean-Michel Bazire        | Jean-Michel Bazire       | 2 700 m  | 1'15"3 |
| 2019  | Gallant Way        | Ready Cash         | David Thomain             | Philippe Allaire         | 2 700 m  | 1'14"4 |
| 2018  | Feliciano          | Ready Cash         | Éric Raffin               | Philippe Allaire         | 2 700 m  | 1'15"2 |
| 2017  | Easy des Racques   | Rodrigo Jet        | Jean-Philippe Monclin     | Alexandre Buisson        | 2 700 m  | 1'14"4 |
| 2016  | Django Riff        | Ready Cash         | Yoann Lebourgeois         | Philippe Allaire         | 2 700 m  | 1'14"5 |
| 2015  | Cristal Money      | Coktail Jet        | Franck Nivard             | Thierry Duvaldestin      | 2 700 m  | 1'15"1 |
| 2014  | Bold Eagle         | Ready Cash         | Franck Nivard             | Sébastien Guarato        | 2 700 m  | 1'15"9 |
| 2013  | Aldo des Champs    | Prince d'Espace    | Matthieu Abrivard         | Matthieu Abrivard        | 2 700 m  | 1'14"9 |
| 2012  | Voyage de Rêve     | Password           | Jean-Philippe Dubois      | Philippe Moulin          | 2 700 m  | 1'14"  |
| 2011  | Uniclove           | Look de Star       | Thierry Duvaldestin       | Thierry Duvaldestin      | 2 700 m  | 1'15"2 |
| 2010  | Torino d'Auvillier | Ludo de Castelle   | William Bigeon            | Jean Luc Bigeon          | 2 700 m  | 1'15"6 |
| 2009  | Sage de Bresles    | Islero de Bellouet | Pierre Levesque           | Gilbert Martens          | 2 700 m  | 1'14"1 |
| 2008  | Ready Cash         | Indy de Vive       | Bernard Piton             | Philippe Allaire         | 2 700 m  | 1'17"8 |
| 2007  | Quido du Goutier   | Extreme Dream      | Thierry Duvaldestin       | Thierry Duvaldestin      | 2 700 m  | 1'15"  |
| 2006  | Prince d'Espace    | Himo Josselyn      | Jean-Michel Bazire        | Sébastien Guarato        | 2 700 m  | 1'17"1 |
| 2005  | Onyx du Goutier    | Buvetier d'Aunou   | Thierry Duvaldestin       | Thierry Duvaldestin      | 2 175 m  | 1'14"1 |
| 2004  | New Aldo           | Casino des Sports  | Pierre Vercruysse         | Jean Luc Bigeon          | 2 175 m  | 1'14"4 |
| 2003  | Meaulnes du Corta  | Voici du Niel      | Jean-Michel Bazire        | Laurent-Claude Abrivard  | 2 175 m  | 1'16"4 |
| 2002  | Love You           | Coktail Jet        | Jean-Pierre Dubois        | Jean-Pierre Dubois       | 2 175 m  | 1'14"1 |
| 2001  | Kesaco Phedo       | Caballo in Blue    | Jos Verbeeck              | Philippe Allaire         | 2 175 m  | 1'15"  |
| 2000  | Jasmin de Flore    | Vivier de Montfort | Jean-Michel Bazire        | Michael-Jean Ruault      | 2 175 m  | 1'15"  |
| 1999  | In Love With You   | Coktail Jet        | Jean-Pierre Dubois        | Jean-Pierre Dubois       | 2 175 m  | 1'17"  |
| 1998  | Himo Josselyn      | Cezio Josselyn     | Jean-Michel Bazire        | L. Goncalves-Fernandes   | 2 100 m  | 1'15"8 |
| 1997  | Gavroche Perrine   | Ténor de Baune     | Jean-Baptiste Bossuet     | Jean-Baptiste Bossuet    | 2 100 m  | 1'15"1 |
| 1996  | Full Account       | Passionnant        | Jean-Étienne Dubois       | Jean-Étienne Dubois      | 2 100 m  | 1'15"4 |
| 1995  | Escartefigue       | Steed James        | Alain Laurent             | Alain Laurent            | 2 175 m  | 1'16"2 |
| 1994  | Dahir de Prélong   | Fakir du Vivier    | Bertrand Lefèvre          | Bertrand Lefèvre         | 2 100 m  | 1'14"8 |
| 1993  | Cézio Josselyn     | Armbro Goal        | Jean-Pierre Dubois        | Jean-Pierre Dubois       | 2 175 m  | 1'16"  |
| 1992  | Buvetier d'Aunou   | Royal Prestige     | Jean-Pierre Dubois        | Jean-Pierre Dubois       | 2 100 m  | 1'15"5 |
| 1991  | Autour d'Aunou     | Buffet II          | Jean-Étienne Dubois       | Jean-Étienne Dubois      | 2 300 m  | 1'16"9 |
| 1990  | Vasquez            | Muscle             | Jean-Pierre Dubois        | Jean-Pierre Dubois       | 2 300 m  | 1'17"9 |
| 1989  | Une de Rio         | Florestan          | Jean-Pierre Dubois        | Jean-Pierre Dubois       | 2 100 m  | 1'15"8 |
| 1988  | Tabac Blond        | Kidy               | Bernard Bedeloup          | Bernard Bedeloup         | 2 650 m  | 1'19"3 |
| 1987  | Sabre d'Avril      | Hadol du Vivier    | Jean-Pierre Viel          | Jean-Pierre Viel         | 2 650 m  | 1'19"2 |
| 1986  | Ruanito d'Arc      | Dianthus           | Ulf Nordin                | Ulf Nordin               | 2 675 m  | 1'20"4 |
| 1985  | Quito de Talonay   | Florestan          | Jean-René Gougeon         | Jack de Bellaigue        | 2 650 m  | 1'21"5 |
| 1984  | Pélican du Pont    | Fruit Rose         | Jean-Yves Rayon           | Albert Rayon             | 2 650 m  | 1'19"8 |
| 1983  | Oligo              | Ersin              | Joël Hallais              | Joël Hallais             | 2 600 m  | 1'21"  |
| 1982  | Marybée            | Buffet II          | Jean Mary                 | Jean Francois Mary       | 2 600 m  | 1'21"3 |
| 1981  | Mon Tourbillon     | Amyot              | Jean-Pierre Viel          | Jean-Pierre Viel         | 2 250 m  | 1'18"8 |
| 1980  | L'Alezan           | Apaty              | Michel Lenoir             | René Veslard             | 2 250 m  | 1'19"6 |
| 1979  | Kerridou           | Rubis Royal        | Richard-William Denéchère | Léopold Verroken         | 2 250 m  | 1'18"8 |
| 1978  | Jean               | Vimont             | François-Georges Louiche  | François-Georges Louiche | 2 250 m  | 1'20"2 |
| 1977  | Idéal du Gazeau    | Alexis III         | Eugène Lefèvre            | Eugène Lefèvre           | 2 250 m  | 1'18"2 |
| 1976  | Hadol du Vivier    | Mitsouko           | Jean-René Gougeon         | Henri Levesque           | 2 350 m  | 1'18"8 |
| 1975  | Girl Blanche       | Seddouk            | Gérard Mascle             | Gérard Mascle            | 2 350 m  | 1'21"1 |
| 1974  | Fort d'Orange      | Paléo              | Gaston Peltier            | Gaston Peltier           | 2 350 m  | 1'20"6 |
| 1973  | Écu de Retz        | Tsar               | Louis Melette             |                          | 2 350 m  | 1'21"2 |
| 1972  | Dulcinée           | Kalmia II          | P. Coubard                |                          | 2 350 m  | 1'21"5 |
| 1971  | Cotentin           | Paléo              | Jean-René Gougeon         |                          | 2 350 m  | 1'20"4 |
| 1970  | Bellouet           | Paléo              | Michel Roussel            |                          | 2 350 m  |        |
| 1969  | Alexis III         | Narioca            | A. Ollivaud               |                          | 2 350 m  | 1'19"9 |
| 1968  | Vat                | Mario              | Jean Riaud                |                          | 2 350 m  | 1'20"1 |